# Al fin y al cabo
Al fin y al cabo es una película dominicana de 2008 de los géneros comedia y acción con temática vampírica. Dirigida por Alfonso Rodríguez y protagonizada por Raymond Pozo, Miguel Céspedes, Ivonne Montero y Gabriel Porras. La película se rodó en su totalidad en Nueva York, a excepción de algunas escenas en Santo Domingo. Actualmente es la película más cara que se ha realizado en el cine dominicano y es la primera en incluir efectos especiales.[cita requerida]

## Sinopsis
Un grupo de agentes del FBI, Wilson (Gabriel Porras) y Karla (Ivonne Montero), de un precinto de Nueva York, capturan a un narcotraficante venezolano en la República Dominicana con la ayuda de un ex-delincuente llamado el Joe (Miguel Céspedes). Gracias a la ayuda de un policía dominicano de nombre Cabo Azulado (Raymond Pozo), logran sacarle información al otro narco (Moncho Martínez), enterándose de que es uno de los jefes de la organización que reside en Nueva York. Los agentes se trasladan a la gran ciudad, llevándose como ayudantes para que cooperen en la misión al Cabo Azulado y a el Joe. Allá, ellos atrapan a López (Carlos Mesber), uno de los jefes de la banda. Luego Wilson y el Cabo Azulado son secuestrados por la banda, por lo que el Joe y Karla emprenden una misión con el fin de encontrarles y enfrentar a toda una organización internacional de vampiros narcotraficantes.

## Reparto
- Raymond Pozo como Cabo Azulado.
- Miguel Céspedes como el Joe.
- Ivonne Montero como la agente Karla.
- Gabriel Porras como el agente Wilson.
- Beba Rojas como Fefita.
- Francisco Cruz
- Moncho Martínez como el Arenque.
- Ana Carolina da Fonseca como Ingrid.
- Carlos Mesber como López.
- Alfonso Rodríguez como el jefe vampiro.
- José Manuel Rodríguez como el comandante de precinto.
- Marcos Bonetti como el Duque.
- Toby Medina.
- Frank Suero
- Miguel Alcántara
- Albert Mena